# دنیل آدو
دنیل آدو (انگلیسی: Daniel Addo؛ زادهٔ ۶ نوامبر ۱۹۷۶) بازیکن فوتبال اهل غنا بود.
از باشگاه‌هایی که در آن بازی کرده است می‌توان به باشگاه فوتبال بایر ۰۴ لورکوزن، باشگاه فوتبال کارلسروهه، باشگاه فوتبال واردار، باشگاه فوتبال فورتونا دوسلدورف، و باشگاه ورزشی النجمه لبنان اشاره کرد.
وی همچنین در تیم‌های ملی فوتبال زیر ۱۷ سال غنا و زیر ۲۰ سال غنا و غنا، بازی کرده است.